# Атабекова, Анастасия Анатольевна
Анастасия Анатольевна Атабекова (в девичестве Шустикова, род.4 мая 1966 года, г. Москва) — российский педагог, лингвист-переводчик, проректор РУДН по многоязычному развитию, заведующая кафедрой иностранных языков юридического факультета РУДН
Анастасия Анатольевна Атабекова имеет междисциплинарное образование, включая ученую степень доктора филологических наук и магистра юриспруденции, ученое звание профессора.
В качестве проректора А.А.Атабекова курирует Программу РУДН по многоязычному развитию, которая рассматривает иностранные языки в вузе как один из инструментов устойчивого развития (См. например ЦУР 17.6, 17.13–17.15,17.16–17.17) и продвижения многоязычной деятельности современного мира, России как государства-цивилизации, поскольку именно вуз готовит специалистов для подобной деятельности. Данная программа включает 7 основных направлений и соответствующих задач, в том числе развитие многоязычной научно-исследовательской повестки, многоязычного образования ( в том числе с использованием цифровизации), совершенствование многоязычия в профессиональной деятельности НПР, формирование гражданственности и государственной идентичности,  профессионально-ориентированных и социокультурных компетенций студентов, школьников/абитуриентов, развитие многоязычной корпоративной коммуникации, мотивационная поддержка сотрудников и студентов РУДН, реализация многоязычного потенциала РУДН для развития общества.
Анастасия Анатольевна Атабекова имеет значительный опыт работы в различных международных организациях, в том числе является  официальным представителем РУДН в Международной Федерации Переводчиков, также до марта 2022 года представляла интересы РУДН в академическом правлении Европейского Совета по Языкам (2015 –2022), в период с 2015 по 2021 год входила в качестве эксперта  в состав  официальной делегации Российской Федерации в Комитете Лансароте Совета Европы (2015- до 2021 включительно), также является членом  в Европейской Ассоциации устных и письменных юридических переводчиков.
Анастасия Анатольевна Атабекова является руководителем и соисполнителем ряда международных  и российских образовательных проектов по социально- значимой многоязычной проблематике, по социально-правовым вопросам защиты детей от насилия, по решению социально-просветительских задач обучения иностранным языкам детей, оказавшихся в трудной жизненной ситуации.
Профессор Атабекова в течение многих лет ведет научно-методическую и педагогическую работу по различным направлениям,  включая членство в  редколлегиях ряда российских и зарубежных (Испания, КНР, Нигерия, США) научных журналов; разработку, руководство и реализацию программ магистратуры  и аспирантуры на английском языке, а также программ профпереподготовки для переводчиков и программ повышения квалификации преподавателей иностранного языка и перевода по работе с генеративным искусственным интеллектом; А.А.Атабекова  имеет опыт работы в качестве приглашенного профессора по магистерской программе подготовки переводчиков в Университете Алкала-де Энарес  в рамках гранта Министерства образовании Королевства Испании Giner de los Rios (2013-2017). Анастасия Анатольевна является руководителем 5 аспирантов-соискателей, защитившихся в установленные сроки, а также руководителем 3-х иностранных выпускников программы аспирантуры 2024 года.
А.А.Атабекова имеет квалификацию переводчика (рабочие языки -английский, испанский), на протяжении многих лет административную, научную и педагогическую деятельность сочетает с работой в качестве практикующего переводчика, является руководителем ряда переводческих проектов.

## Биография
1989 – Окончила с отличием историко-филологический факультет  УДН им. Патриса Лумумбы.
1994 – Окончила аспирантуру РУДН и защитила диссертацию на соискание ученой степени кандидата филологических наук (10.02.01).
1995 – По н.в. Работает в РУДН.
2001 – Присвоено ученое звание доцента.
2004 – Присвоена ученая степень доктора филологических наук по специальности 10.02.20.
2005 – По н.в. зав. кафедрой иностранных языков юридического факультета (института) РУДН.
2012 – Присвоено ученое звание профессора.
2014 – Присвоена степень магистра юриспруденции.
2011 – По н.в. председатель Комиссии Ученого Совета РУДН по иностранным языкам
2020 – 2021 – Советник при Ректорате РУДН по многоязычному развитию.
2021 – По н.в. Проректор РУДН по многоязычному развитию.

## Почетные звания и награды
-Благодарности Ректора с занесением в личное дело, грамоты УС РУДН;
-Грамота Министерства образования и науки РФ (2010);
-Диплом и серебряный почетный знак имени Николая Румянцева «За благородные труды» (2010);
-«Почетный работник высшего профессионального образования» (2016);
-Благодарственное письмо директора департамента Министерства образования РФ (2016);
-Медаль ордена «За заслуги перед Отечеством» II степени (2019);
-Рекомендательные письма исполнительного секретаря Комитета Лансароте Совета Европы (2018, 2020);
-Рекомендательные письма от депутата Европейского парламента от Чешcкой Республики д-ра И. Машталки (коммунистическая  партия);
-Благодарственное письмо руководителя департамента МИД в связи с работой в составе делегации РФ в комитете Лансароте Совета Европы в течение 2015-2021 гг. (2021);
-Благодарственное письмо депутата Государственной Думы РФ  М.А.Гадыльшина (член Комитета ГД по международным делам) (2021).
-Благодарность Министерства науки и образования (2022)
-Нагрудный знак МИД «За взаимодействие» (2024)

## Область научных интересов
Теория и практика  юридического перевода, информационные технологии в обучении иностранным языкам и переводу для специальных целей (включая VR, Ген ИИ), подготовка кадров для обучения иностранным языкам и переводу для специальных целей, образовательная политика, иностранные языки в системе высшего образования как инструмент укрепления цивилизационного кода РФ.

## Публикации и выступления в СМИ
-Интервью на портале Ректор говорит на тему «Многоязычие и мультикультурность — ориентиры образования будущего: опыт РУДН» 29 марта 2022 года
-Выступление на парламентских слушаниях в Совете Федерации «Язык закона в терминологической лексике русского языка», 6 июня 2022 года, стенограмма выступления, публикация на сайте РУДН
-Язык, который деньги принесет. Как китайский вытесняет английский (О китайском языке для карьеры). Аргументы и факты,21 ноября 2022
-Публикация в международном бюллетене Международной федерации переводчиков «Volunteering as promising practice for students (Об участии переводчиков РУДН в переводческом обеспечении Международной Олимпиады по финансовой безопасности)», №4, 2022, стр 7.
-Прямой эфир в РБК о перспективах изучения китайского языка в вузах РФ, 30 марта 2023.
-Публикация в международном бюллетене Международной федерации переводчиков Non-language students’ experiences participating in T&I contests, декабрь 2023.
-Прямой эфир общества «Знание» на выставке «Россия» о роли иностранных языков в истории цивилизаций и современном высшем образовании РФ, 11.02.2024.
-Санкт-Петербургский государственный университет, LII Международная конференция имени Людмилы Алексеевны Вербицкой, пленарный доклад по направлению Методика обучения иностранным языкам на тему Русский и иностранные языки в системе национального высшего образования инструменты укрепления цивилизационного кода России в современном мире, см программу конференции, стр.42.
-Внедрение VR технологий в высшие образовательные учреждения. Московский международный салон образования. 3 апреля 2024 г..
-Участие в международном стихомарафоне на базе РУДН, посвященном 225 рождению А.С. Пушкина, стихи «Стансы» А.С.Пушкина, конкурс среди  руководителей.
-Виртуальная реальность в изучении языков: глубокое погружение в культурное многообразие и особенности разных профессий, интернет-издание Сноб, 17 июля 2024.
-Путевка в жизнь: как дети, оставшиеся без попечения родителей, могут бесплатно выучить иностранный язык на базе ведущего российского университета, интернет-издание VC, 18 июля 2024 г..
-Генеративный ИИ в современном образовании: вопросы политики и оценки, ComNews, 22.07.2024.

## Научные труды
Является автором  12 монографий[i] (из них 4 в соавторстве/коллективные); имеет более 300 учебно-методических и научных публикаций, в том числе, более 130 публикаций на платформе e-library (h=14), более 30 публикаций в журналах, индексированных в базе Scopus (h=13), более 60 публикаций, индексированных в базе Web of Science (h=4), данные на август 2024 г.